# Горн-Гілл
Горн-Гілл (англ. Horn Hill) — місто (англ. town) в США, в окрузі Ковінгтон штату Алабама. Населення — 207 осіб (2020).

## Географія
Горн-Гілл розташований за координатами 31°14′17″ пн. ш. 86°19′30″ зх. д. / 31.23806° пн. ш. 86.32500° зх. д. (31.238158, -86.325104).  За даними Бюро перепису населення США в 2010 році місто мало площу 6,75 км², з яких 6,62 км² — суходіл та 0,14 км² — водойми.

## Демографія
Згідно з переписом 2010 року, у місті мешкало 228 осіб у 95 домогосподарствах у складі 62 родин. Густота населення становила 34 особи/км².  Було 112 помешкання (17/км²).
Расовий склад населення:
| - 91,7 % — білих - 3,9 % — корінних американців - 1,3 % — чорних або афроамериканців - 2,6 % — осіб інших рас |

До двох чи більше рас належало 0,4 %. Частка іспаномовних становила 3,1 % від усіх жителів.
За віковим діапазоном населення розподілялося таким чином: 21,5 % — особи молодші 18 років, 60,5 % — особи у віці 18—64 років, 18,0 % — особи у віці 65 років та старші. Медіана віку мешканця становила 40,9 року. На 100 осіб жіночої статі у місті припадало 101,8 чоловіків;  на 100 жінок у віці від 18 років та старших — 108,1 чоловіків також старших 18 років.
Середній дохід на одне домашнє господарство  становив 55 576 доларів США (медіана — 34 464), а середній дохід на одну сім'ю — 54 358 доларів (медіана — 39 531). За межею бідності перебувало 10,2 % осіб, у тому числі 1,9 % дітей у віці до 18 років та 24,5 % осіб у віці 65 років та старших.
Цивільне працевлаштоване населення становило 101 осіб. Основні галузі зайнятості: будівництво — 15,8 %, виробництво — 14,9 %, освіта, охорона здоров'я та соціальна допомога — 14,9 %.